# Petteri Orpo
Antti Petteri Orpo, nascut el 3 de novembre de 1969) és un polític finlandès que actualment ocupa el càrrec de primer ministre de Finlàndia des del 2023 i és el líder del Partit de la Coalició Nacional des del 2016. Anteriorment, va exercir breument com a president del Parlament de Finlàndia després de les eleccions parlamentàries de 2023.
Va exercir com a viceprimer ministre de Finlàndia del 2017 al 2019, ministre de Finances del 2016 al 2019, ministre de l'Interior del 2015 al 2016 i ministre d'Agricultura i Silvicultura del 2014 al 2015. El 2 d'abril de 2023, el Partit de la Coalició Nacional d'Orpo va guanyar les eleccions parlamentàries de 2023 amb una pluralitat del 20,8% dels vots i 48 escons. Orpo va obtenir més de 17.000 vots al seu districte.